# Timotei Popovici
Timotei Popovici (Tinkova, 1870. augusztus 20. – Lugos, 1950. szeptember 11.) román zeneszerző, pap, pedagógus.

## Tanulmányok
Tanulmányait a polgári és a pedagógiai iskolában kezdte (1882–1890), majd Karánsebesen a Teológiai Intézetben (1890–1893), később a jászvásári konzervatóriumban Gavriil Musicescunál tanult összhangzattant és zeneszerzést (1893–1895). 

## Munkássága
A lugosi elemi iskola tanítója (1895–1896), majd zenetanár a brassói iskolában (1896–1899), a Szent Miklós-templom kórusának és más brassói kórusok karnagya, helyettesítő (1899), majd címzetes tanár (1906–1919) vokális és hangszeres zene szakon a nagyszebeni Teológiai és Pedagógiai Intézetben, majd szintén Nagyszebenben az Andrei Șaguna-középiskolában tanított (1919–1936). A szebeni katedrális kórusának és más kórusok karnagya, diakónus és pap 1915-ben, később felszentelt esperes. 
Kiemelkedő zeneszerző, számos világi és egyházi darabot komponált gyermekkórusok, iskolai kórusok, háromszólamú kórusok és férfikarok számára. 
Zenei munkásságát a következő gyűjteményekben tették közzé: 
- Liturgia háromszólamú egynemű karra. I. kiadás Nagyszeben, 1902 (II. kiadás Bécs, 1908, 21 p.);
- Tizenkét iskolai dal két és három szólamra. Első füzet, Nagyszeben, 1901 (2. kiadás 1902);
- II. füzet, Nagyszeben, 1904;
- Énekeskönyv általános iskolásoknak, középiskolásoknak, polgári és előkészítő iskolásoknak. Nagyszeben, 1911, VI + 36 p.;
- Kórusrepertoár (férfikaroknak). Litografált gyűjtemény az Andreian-szeminárium diákjai számára. Nagyszeben, 1914, 95 + 29 p.;
- Nemzeti dalok. Nagyszeben, 1920, 64 p.;
- Daloskönyv. Nagyszeben, 1923, 168 p.,
- Liturgia két szólamra. Nagyszeben, 1942, 24 P.;
- Liturgia vegyes karra. III. kiadás Nagyszeben, 1943. 100 p.;
- Fehér virágok. Kolindák vegyes karra és férfikarra. I. kiadás Craiova, é. n., 32 p.; II. kiadás Nagyszeben, 1945, 52 p.

Ő gondozta D. Cuntan Cântările bisericești după melodiile celor opt glasuri című kiadványának újrakiadását (II. kiadás 1925, 3. kiadás, 4. kiadás Nagyszeben, 1943, 96 p.).
Munkásságának egy része - Kórusok - 1957-ben jelent meg. 
Több elméleti tanulmányt, recenziót publikált a Vatra Școlară folyóiratban (Nagyszeben) és a Telegraful Românben. Ezek közé tartozik a Zenei szótár, különös tekintettel a román zenére, Nagyszeben, 1906, 160 p.; A nemzeti elv a zenében, a nagyszebeni teológiai és pedagógiai intézet XXIII. évkönyvében, 1906/7., 3–16.

## Emlékezete
- Timotei Popovici-kórusfesztivál, Nagyszeben, 2013. december 27.[1]
- Timotei Popovici Községi Könyvtár, Szákul (Krassó-Szörény megye)[2]
- Timotei Popovici utca, Nagyszeben
- Timotei Popovici Gyermek- és ifjúsági kórusfesztivál, kezdeményezte prof. Dumitru Jompan, Márga (Krassó-Szörény megye)
- Dumitru Jompan: Timotei Popovici (1870-1950). Hozzájárulások Bánát zenetörténethez, Resica, 1970.
- Dumitru Jompan: Timotei Popovici. Levelezés, I. kötet, Temesvár, Editura Mitropoliului Banatului, 1997.
- Dumitru Jompan: Timotei Popovici. Levelezés. Zenepedagógiai tanulmányok, 2. kötet, Temesvár, Eurostampa Kiadó, 2002.

## Fordítás
- Ez a szócikk részben vagy egészben  a   Timotei Popovici című román Wikipédia-szócikk ezen változatának fordításán alapul.  Az eredeti cikk szerkesztőit annak laptörténete sorolja fel. Ez a jelzés csupán a megfogalmazás eredetét és a szerzői jogokat jelzi, nem szolgál a cikkben szereplő információk forrásmegjelöléseként.